# Iwan IV. (Russland)

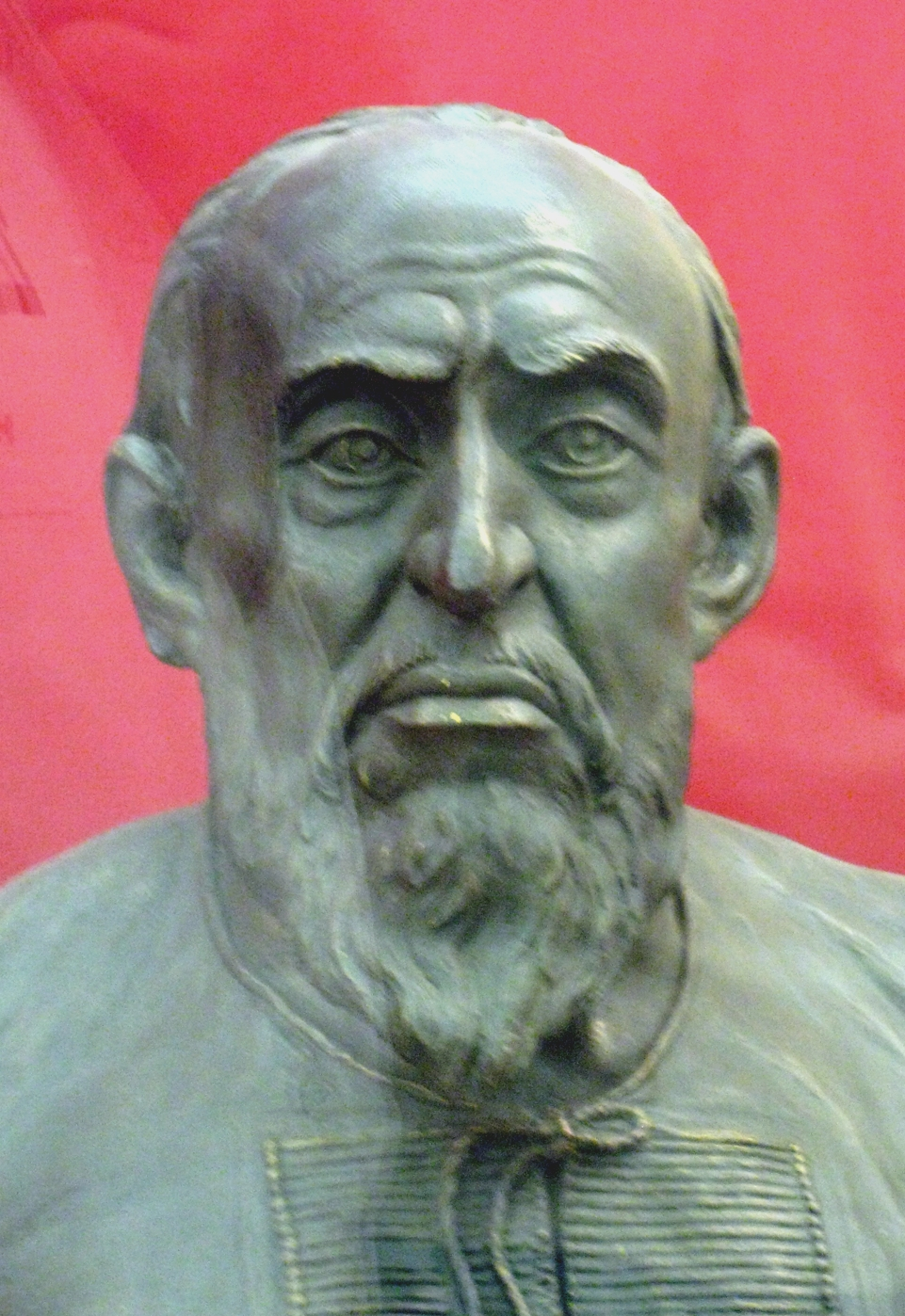
Zar Iwan IV. (forensische Gesichtsrekonstruktion durch Michail Michailowitsch Gerassimow 1965)

Iwan IV. Wassiljewitsch, der Schreckliche (russisch Ива́н (Иоа́нн) Васи́льевич Гро́зный Grosny Ausspracheⓘ; * 25. August 1530 in Kolomenskoje; † 18. Märzjul. / 28. März 1584greg. in Moskau), war der erste Großfürst von Moskau, der sich zum Zaren von Russland krönen ließ. Die deutsche Übersetzung von grosny ist „furchteinflößend, streng“; die Übersetzung „der Schreckliche“ ist zwar gebräuchlich, aber ungenau. Iwan IV. stammte aus dem alten russischen Fürstengeschlecht der Rurikiden.
Durch tiefgreifende Reformen von Verwaltung, Rechtswesen und Heer stärkte Iwan IV. die Zentralgewalt und förderte den niederen Dienstadel auf Kosten der einflussreichen Bojaren. Unter seiner Herrschaft expandierte das Zarentum Russland durch die Zerschlagung der tatarischen Khanate Kasan, Astrachan und Sibir beträchtlich nach Osten und Süden. Der am Ende erfolglose Livländische Krieg und der interne Terror hinterließen Russland jedoch in einem geschwächten Zustand.

## Leben

### Jugend

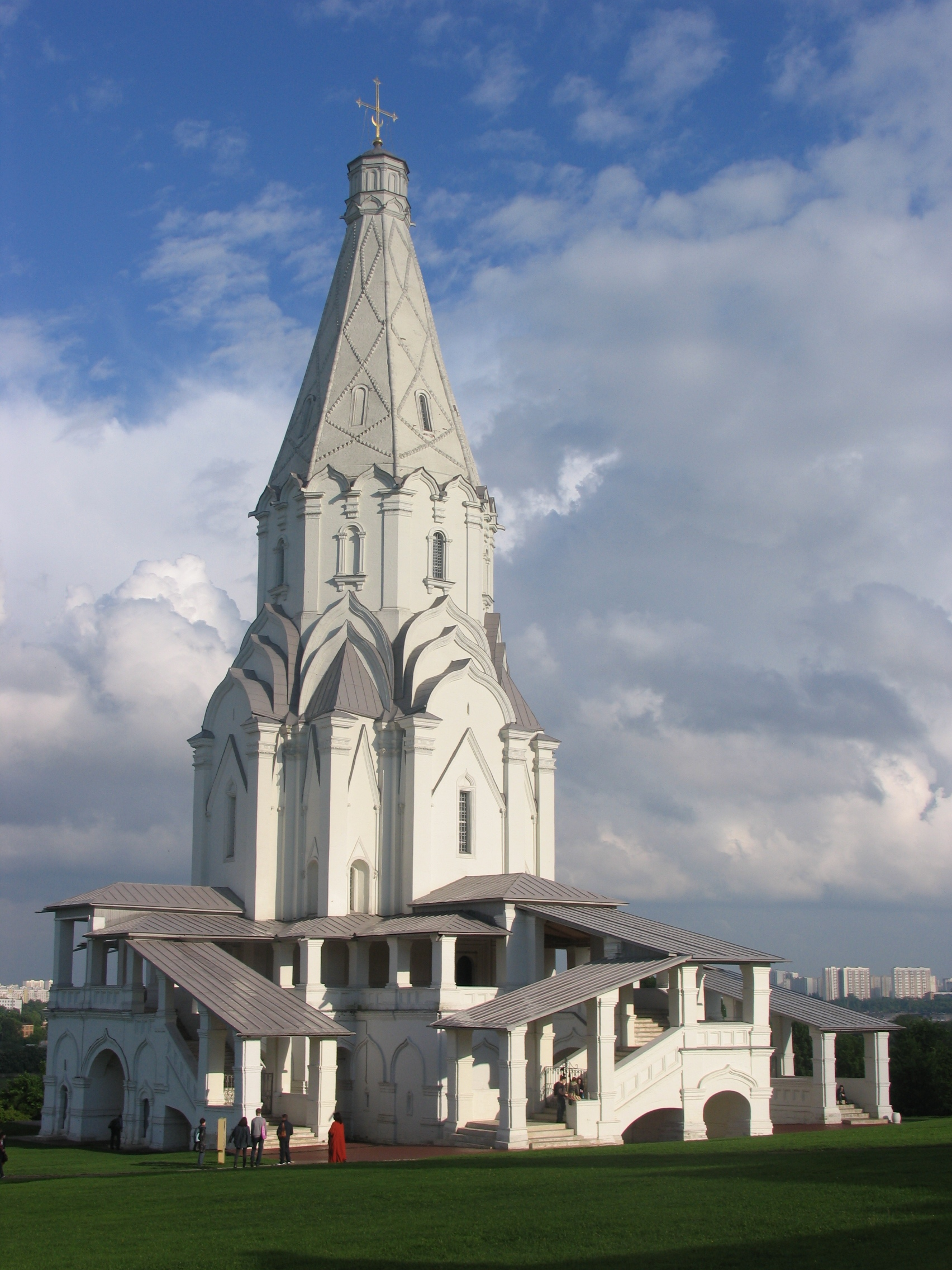
Die zu Ehren von Iwans Geburt gebaute Christi-Himmelfahrt-Kirche in Kolomenskoje (1532)

Iwan war der langersehnte Thronerbe des Großfürsten Wassili III. Dessen erste, langjährige Ehe mit Solomonija Saburowa war kinderlos geblieben. Erst als Saburowa ins Kloster geschickt wurde und Wassili III. Helena Glinskaja heiratete, bekam er 1530 im Alter von 51 Jahren den Thronerben Iwan. Zunächst als Bitte Gottes um einen Sohn, dann als Gottesdank wurde die Christi-Himmelfahrt-Kirche in den Jahren 1528–1532 in der Großfürstenresidenz Kolomenskoje gebaut.
Iwan, nach seinem Großvater Iwan III. dem Großen benannt, wurde am 4. September 1530 im Kloster der Dreifaltigkeit und des Heiligen Sergius getauft, etwa 78 km nordnordöstlich von Moskau. Er wuchs bei seiner Mutter Helena Glinskaja im Kreml auf, die dort am 30. Oktober 1532 einen weiteren Sohn, Juri, gebar, der gehörlos war.
Iwan verlor am 3. Dezember 1533 im Alter von nur drei Jahren seinen Vater. Seine Mutter Helena Glinskaja übernahm darauf die Regentschaft für ihren Sohn. Der Thronprätendent Fürst Juri von Dmitrow, ein Bruder Wassilis, wurde sofort in den Kerker gebracht und zwei Jahre darauf beseitigt. Michail Glinski, der Onkel der Großfürstin, der sieben Monate eigentlich die Regierung führte, wurde am 5. August 1534 im Einvernehmen mit den Bojaren auf Befehl der Regentin gefangengesetzt und anschließend im Kerker des Kremls ermordet. Fürst Glinski hatte die offene Liebschaft Helenas mit dem jungen Fürsten Iwan Obolenski als Gefahr für das Haus Glinski abgelehnt und sah dadurch auch die eigene Machtstellung bedroht. Der aus 15 Mitgliedern bestehende Bojarenrat war gespalten, der loyalere Flügel wurde vom gemäßigten Fürsten Dimitri Belski, der andere Teil aber von der habgierigen und gewalttätigen Familie der Schuiski dominiert; letztere beabsichtigte selbst den Thron zu erlangen. Als gefährlicher Prätendent wurde auch Fürst Andrei von Stariza, ein Bruder des Vorgängers Wassili III., auf Befehl der Regentin und des Fürsten Obolenski verhaftet und im Dezember 1537 in den Kerker geworfen.
Am 4. April 1538 verstarb überraschend die noch junge Großfürstin Helena, vermutlich durch Gift; der junge Iwan wurde Vollwaise. Nach dem Tod der Mutter entwickelte sich ein Machtkampf zwischen den Bojaren, wobei vor allem die Schuiski und Belski um die Beherrschung des Throns und die Vormundschaft über den jungen Zaren rangen. Iwan wurde von ihnen lieblos behandelt und von der Außenwelt im Terem-Palast des Kremls abgeschottet. Das Leben des jungen Fürsten befand sich in ständiger Gefahr; ein letzter Vertrauter, Fürst Obolenski, verschwand gleichfalls im Kerker. Der achtjährige Iwan war den Intrigen, Gerüchten und verschiedenen Maßnahmen des übermächtigen Bojarenrates unter Führung der alten Bojaren Iwan und Wassili Schuiski ausgeliefert. Die Erfahrung ständiger Angst und Lieblosigkeit in seiner Kindheit prägten Iwans misstrauischen, grausamen und rachgierigen Charakter.
Im Juli 1540 konnte sich Fürst Iwan Belski im Bojarenrat durchsetzen und verschaffte dem Reich zwei Jahre Stabilität. Am 2. Januar 1542 gelangten die Schuiskis aber durch eine Palastrevolte erneut an die Macht, brachten den jungen Großfürsten in ihre Gewalt und schickten Belski in den Kerker. Als sich Iwan 1543 im Alter von 13 Jahren seiner Macht bewusst wurde, schlug er zurück. Er ließ am 29. Dezember 1543 den neuen führenden Bojaren Andrei Schuiski von der Kremlwache ergreifen und von ausgehungerten Jagdhunden zerreißen.

### Herrschaft
Iwan IV. ließ sich 16-jährig durch den Metropoliten von Moskau am 16. Januar 1547 zum Zaren krönen und heiratete im selben Jahr die Tochter des Bojaren Roman Jurjewitsch Sacharjin-Jurjew (russ. Рома́н Ю́рьевич Заха́рьин-Ю́рьев), Anastassija Romanowna Sacharjina (russ. Анастаси́я Рома́новна Заха́рьина), die Tante des Patriarchen Filaret, des Stammvaters des Hauses Romanow. Die Zeremonien bei seiner Krönung beruhten auf denen byzantinischer Kaiserkrönungen und sollten seine Macht und Erwähltheit betonen (z. B. das Überschütten mit Goldmünzen). Die Macht des Zaren war zu diesem Zeitpunkt noch immer umstritten. Viele Bojaren waren faktisch unabhängig vom Zaren, unterhielten Privatarmeen und sprachen Recht. Iwan begann damit, diese Macht zu beschneiden. Er begann zu seinen Gunsten mit der Umgestaltung des Staates, die darin bestand, große Teile der fruchtbarsten und reichsten Regionen des Landes, Bojareneigentum, durch Enteignung in Staatseigentum – die Opritschnina – zu überführen, die ihm direkt unterstand. Die ihm verhassten Bojaren erhielten lediglich minderwertiges Land an den Staatsgrenzen oder wurden gänzlich enteignet und in Klöster verbannt.

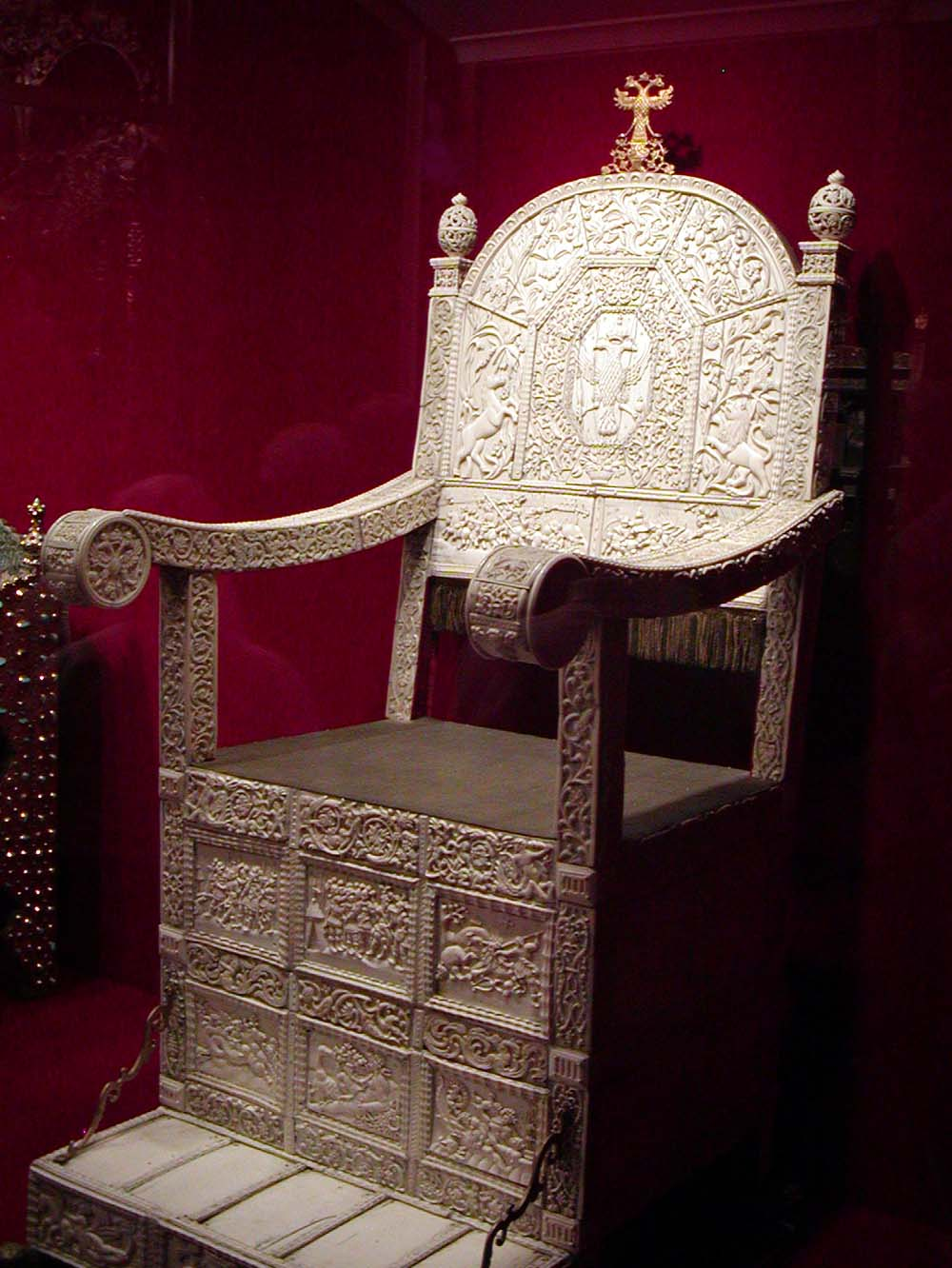
Thron Iwans IV. aus Elfenbein.
Der Thron stammt aus Byzanz von Zoë, der Großmutter Wladimir Monomachs

Iwan galt als fromm und in der Heiligen Schrift belesen, dazu als intelligent, allerdings auch als gerissen, verschlagen und nachtragend. Er konnte strategisch vorausdenken und spielte oft Schach. Nachdem er sich im Jahr 1549 zum Selbstherrscher (Autokrat, Samoderschez, russ. самодержец) von ganz Russland ernannt hatte, residierte er im Zarenpalast des Moskauer Kremls, den er bereits seit Kindertagen kannte. Hier initiierte er in den 1550er Jahren bedeutende Gesellschafts- und Staatsreformen. Unterstützt wurde er dabei von einem Kreis bedeutender Berater, dem Isbrannaja Rada („auserwählter Rat“). Hierzu gehören die Neufassung der Gesetzgebung durch das Gesetzbuch (Sudebnik) von 1550 und die Neuordnung der russischen Armee. Zar Iwan IV. gründete das erste russische Parlament, in dem die feudalen Stände repräsentiert waren (Semski Sobor, 1549). Das neue Gesetzbuch und die Regierungsverordnungen (Ustawnyje Gramoty) dehnten die Rechte der gewählten Vertreter bäuerlicher Gemeinden im Gericht und in der lokalen Selbstverwaltung aus. Weiterhin begründete er 1550 die mit Musketen und russischen Glefen, den Berdyschen (russ. берды́ш), ausgestattete Palastgarde der Strelizen (wörtlich „Schützen“). Die Reformen festigten den zentralen Staatsapparat, erhöhten die militärische Schlagkraft Russlands und schufen die Voraussetzung für außenpolitische Erfolge.
Im Mai 1553 starteten die Engländer eine Expedition, um eine Nordostpassage durch das Nordpolarmeer zu finden. Die Leitung hatten Admiral Sir Hugh Willoughby und sein Navigator Richard Chancellor. Chancellor landete dabei mit seinem Schiff am 24. August 1553 in der Nikolski-Mündung der nördlichen Dwina und wurde später von Iwan IV. in Moskau empfangen. Es kam zu ersten Handelsbeziehungen zwischen England und Russland, 1555 wurde die „Moskauer Kompanie“ gegründet, eine englisch-russische Handelsgesellschaft. Bis 1584 entstand in Archangelsk mit dem Sankt-Nikolas-Hafen der erste russische Handelshafen. Auch die zwischen Archangelsk und Moskau gelegene Stadt Wologda wurde auf Iwans Betreiben stark ausgebaut.
Nach dem Verlust seiner ersten Frau, Anastassija Romanowna Sacharjina, im Jahre 1560, des einzigen Menschen nach seiner Mutter, den er wirklich liebte, schlug Iwan IV. vor versammeltem Hofstaat den Kopf gegen die Wand, bis er blutete, schrie und tobte wie ein Rasender. Seine Gemütsschwankungen, seine Launenhaftigkeit und sein Jähzorn, auch gegen sich selbst, traten damit deutlicher denn je zu Tage. Iwan heiratete nach seiner zweiten Frau innerhalb eines Zeitraums von neun Jahren (1571–1580) noch mehrere Male. Diese Ehefrauen starben entweder eines ungeklärten Todes oder wurden von ihm verstoßen und in Klöster verbannt. Aus seinem tiefen Misstrauen heraus, das auch vor seinen Gemahlinnen nicht Halt machte, belauschte er diese im Schlaf in der Hoffnung, dass sie reden und ihre wahre Meinung über ihn verraten würden.
Zwischen 1563 und 1575 ordnete Iwan neun Massenexekutionen an. Die mit der Durchführung betrauten neugegründeten Opritschniki verbreiteten Schrecken im ganzen Land und waren Handlanger des Zaren bei der Ermordung Tausender. Die Mitglieder der Opritschniki dienten sowohl als Leibwächter als auch als Spitzel, Häscher und Henker. Sie unterstanden dem Zaren unmittelbar. Zu den Opritschniki gehörte auch der junge Fjodor Basmanow, der laut Kurbski ein Favorit und sogar Liebhaber war. Die Darstellungen Kurbskis werden von den Historikers jedoch mit Vorsicht behandelt.

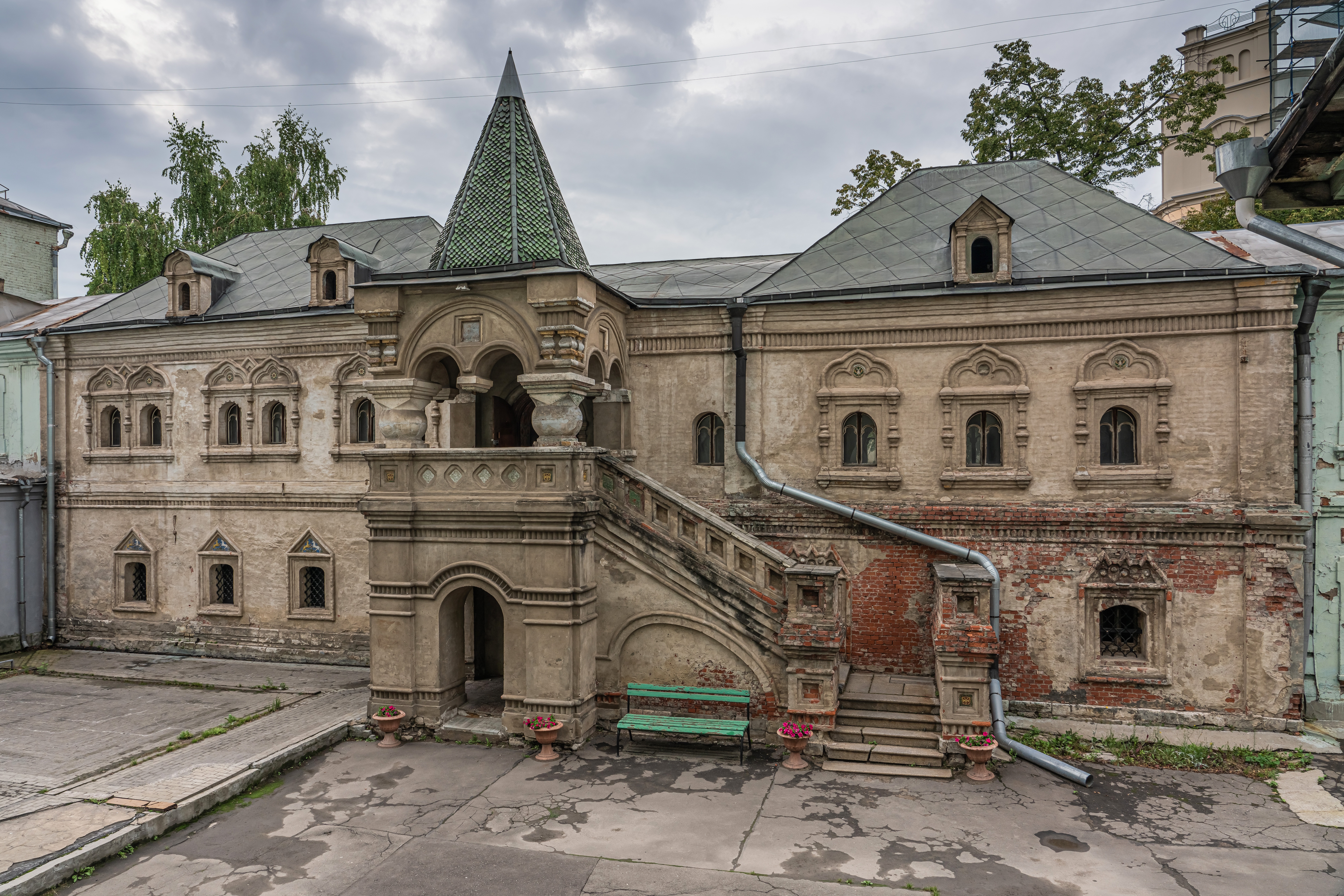
Das Gebäude des alten Moskauer Druckhofs (1553)

Iwan IV. förderte das Buchwesen in Russland. Unter ihm nahmen in den 1550er Jahren erste Druckereien ihre Arbeit auf, unter anderem der Moskauer Druckhof, an dem die russischen bzw. ostslawischen Buchdrucker Iwan Fjodorow sowie Pjotr Mstislawez tätig waren. Der Zar selbst war ein ziemlich belesener Mann und soll eine große persönliche Bibliothek besessen haben (siehe Bibliothek Iwans des Schrecklichen), die heute als verschollen gilt. Er gab viele Werke in Auftrag, unter anderem die außerordentlich umfangreiche Illustrierte Chronik, die die Weltgeschichte von der Antike bis ins Jahr 1567 umfasst. In der Architektur war er der Auftraggeber bzw. Förderer von einigen markanten Bauten wie etwa die Basilius-Kathedrale am Roter Platz in Moskau oder die Sophienkathedrale in Wologda.

## Reichserweiterung

### Feldzüge gegen Kasan

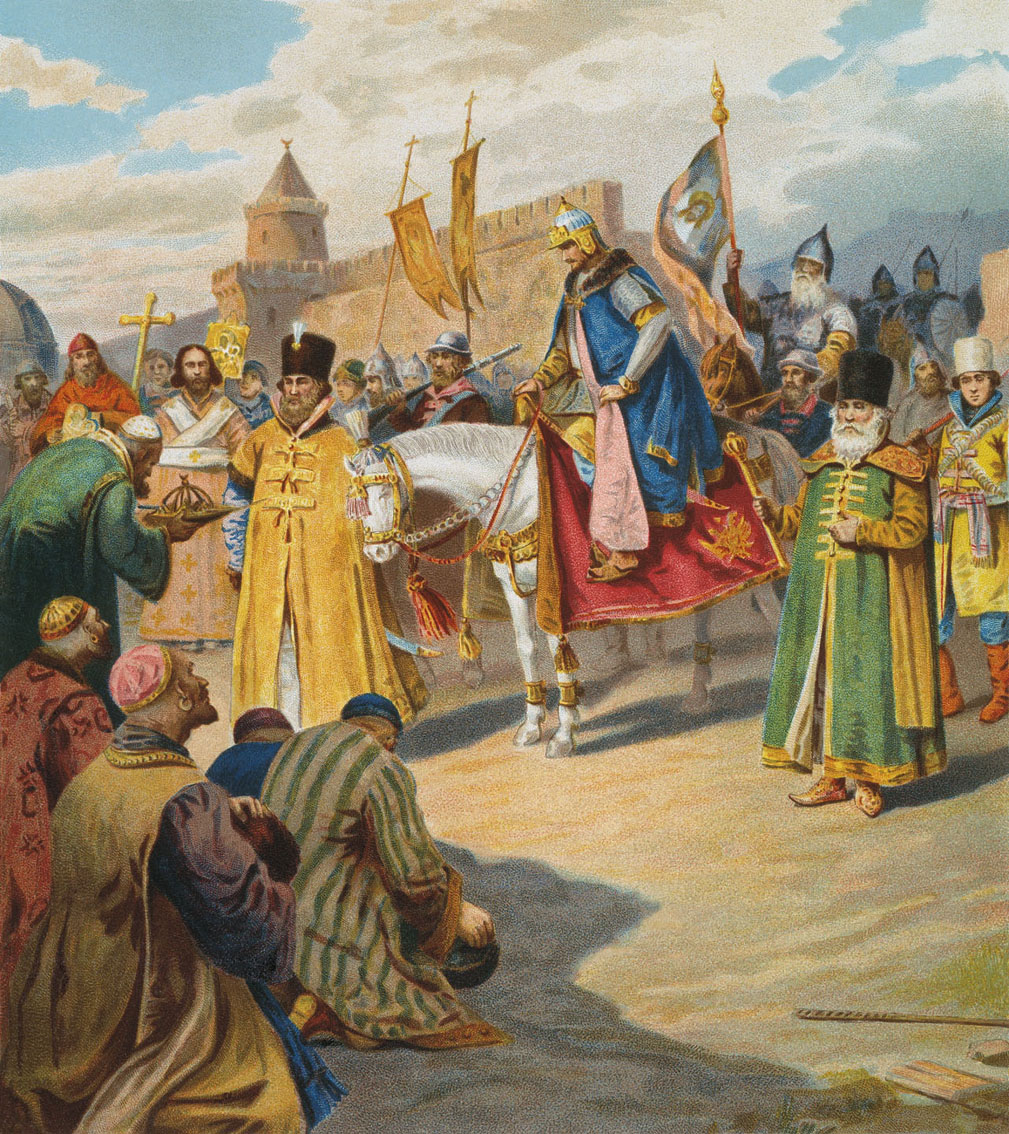
Iwan IV. an den Mauern von Kasan. Gemälde von Pjotr Korowin, 1885

Iwan IV. setzte die Moskau-Kasan-Kriege fort. Im Dezember 1547 erfolgte nach den jährlichen Bedrohungen Moskaus durch die einfallenden Tataren sein erster Feldzug gegen Kasan, dem im November 1549 ein weiterer folgte, beide waren allerdings zu schwach ausgestattet. Im Jahr 1551 wurden in Moskau detaillierte Pläne für die endgültige Einnahme von Kasan ausgearbeitet und dazu ein starkes Heer aufgestellt. Iwan IV. eröffnete am 16. Juni 1552 einen neuen Feldzug gegen den Krim-Khan Devlet I. Giray und das Khanat von Kasan. Nachdem er die Krimtataren vor Tula erfolgreich zurückgeschlagen hatte, wandte sich seine Streitmacht nach Osten. Am 30. August begann er die Belagerung von Kasan, die durch Rammböcke, Minenkrieg und 150 Kanonen unterstützt wurde. Die Wasserversorgung der Stadt wurde blockiert, ein letzter Sturm brachte am 2. Oktober die Übergabe der Stadt, ihre Befestigungen wurden eingeebnet und große Teile der Bevölkerung niedergemetzelt. Dem gefangenen Khan Jediger Machmet wurde 1553 der Übertritt zum Christentum auferlegt. Die Baschkiren mussten die russische Oberherrschaft zwei Jahre später akzeptieren. Durch die Siege über die Tataren stoppte der Zar die Raubzüge der Khanate Kasan im Nordosten Russlands und erschwerte die Angriffe von aggressiven Völkern aus Asien über die Wolga nach Europa.
Der Eroberung des Khanats von Kasan folgte 1556 jene des Khanats von Astrachan, dem Zentrum der Macht der Nogaischen Horde. Der russische Staat erhielt durch die Eroberungen neue Ländereien, konnte den Handel nach dem Süden (u. a. nach Persien) und Südwesten erweitern und dadurch einen Ausgangspunkt für den folgenden Vorstoß nach Sibirien schaffen.
Auf religiösem Gebiet wichtig war die anschließende Missionsinstruktion Iwan IV., die die Grundlage für die Missionsarbeit der Orthodoxen Kirche unter den Tataren und einigen heidnischen Völkern des Wolgagebiets bildete. Sie wurde dem ersten Bischof von Kasan, Guri (1555–1563), übertragen und war von zahlreichen Klostergründungen begleitet.

### Livländischer Krieg

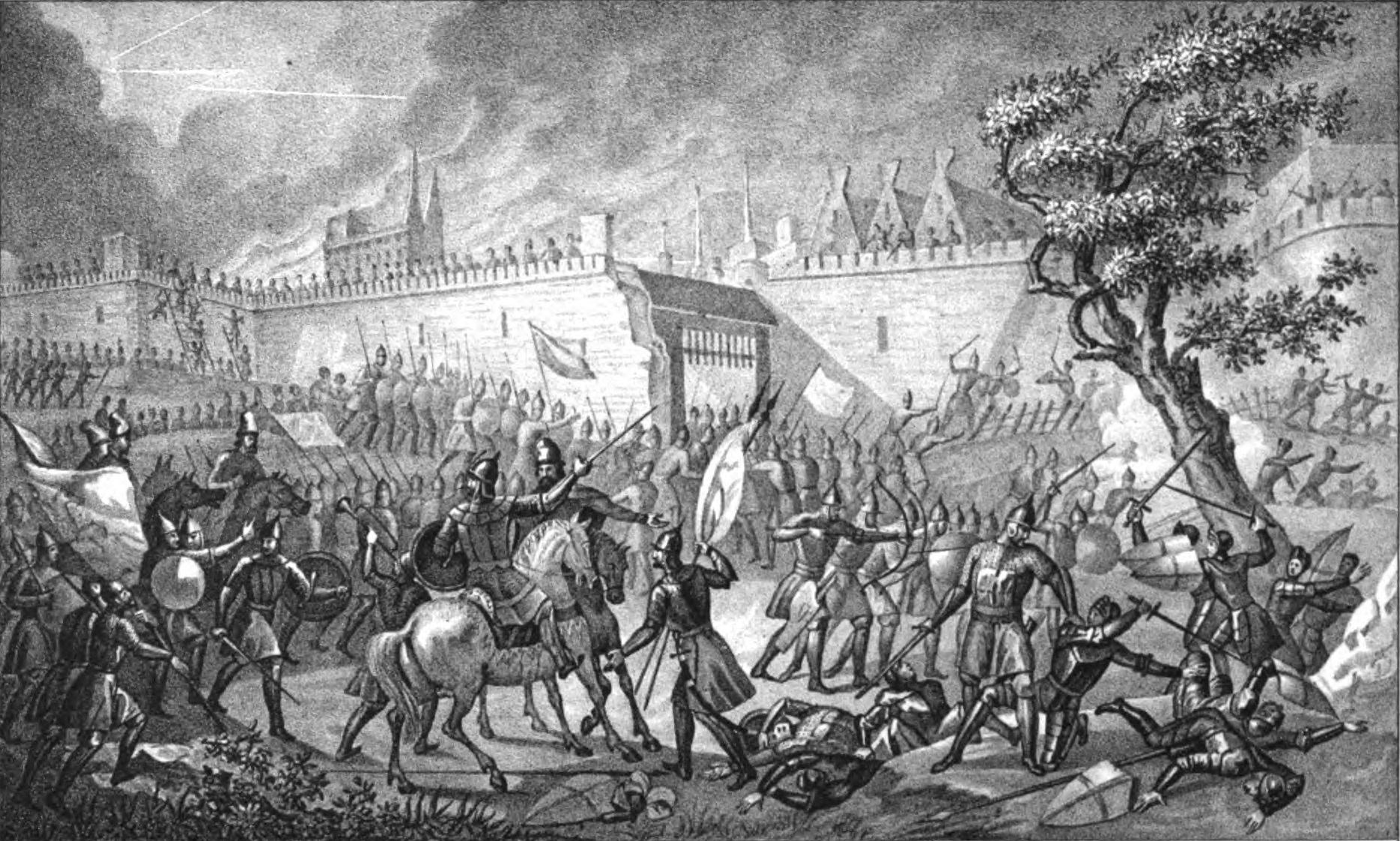
Die Einnahme von Narwa. Zeichnung von Boris Tschorikow, 1836

Mit Iwans Versuchen, einen Zugang zur Ostsee zu schaffen, begann der internationale Aufstieg Russlands und dessen Mitgestaltung der Belange der europäischen Staaten. Im Spätherbst 1557 führte Iwan eine 40.000 Mann starke russische Armee über die Grenze und griff im Januar 1558 Livland an. Am 11. Mai 1558 gelang den Russen mit der Eroberung von Narwa der direkte Zugang zur Ostsee, am 18. Juli marschierten Truppen unter Fürst Peter Schuiski nach kurzer Belagerung in die Stadt Dorpat ein. Im folgenden Jahr gelang noch die Einnahme von Fellin, große Teile Livlands waren bereits in russischer Hand. Nach der Bildung einer feindlichen Koalition, die König Sigismund II. August von Polen anführte, ruhte der Krieg für mehrere Jahre.
Erst im November 1562 flammte der Krieg gegen Litauen neu auf, am 15. Februar 1563 gelang den Russen die Eroberung von Polozk. Während des anstrengenden Anmarsches auf die Grenzfestung Newel tötete Iwan IV. während eines durch Erschöpfung hervorgerufenen Anfalls den Fürsten Iwan Schachowskoi und beging damit den ersten bezeugten Mord. Im März 1563 befahl der Zar erstmals Ermordungen, besonders des für ihn verräterischen Adels, und ließ mehrere Mitglieder des Hauses Adaschew und Scheremetjew hinrichten. Im Juli 1564 ließ er Fürst Dimitri Owtschina-Obolenski erdrosseln. Fürst Andrei Kurbski, der Befehlshaber der russischen Truppen an der Westgrenze, verriet im April 1564 den Zaren und wechselte auf die Seite Polens über. Zusammen mit dem polnisch-litauischen Heer verwüstete der Fürst die russische Region Welikije Luki.
Am 3. Dezember 1564 verlegte Iwan IV. seine Residenz für 17 Jahre nach Alexandrow, einer Stadt 100 Kilometer nordöstlich von Moskau. Der Zar verdächtigte auch andere Bojaren des Verrates, gründete im Januar 1565 die Opritschnina (ein ihm ergebenes Sonderheer des niederen Dienstadels) und befahl eine zweite Welle von Massenexekutionen. Das Jahr 1568 stellte die schlimmste Zeit seiner Terrorherrschaft dar.
Die Handelsmetropole Nowgorod wurde von Iwan der Konspiration mit Polen-Litauen verdächtigt. Am 6. Januar 1570 ritt Iwan der Schreckliche in Begleitung von Zarewitsch Iwan mit 1.500 Soldaten vor die Tore der Stadt und ließ über einen Monat hinweg die Bevölkerung massakrieren. Im Juni 1570 machte der Zar Prinz Magnus von Dänemark zum König von Livland. König Magnus wurde ein 25.000 Mann starkes Heer unterstellt, um für den Zaren Ländereien erobern zu können. Seine Verlobung mit einer Tochter des Fürsten Wladimir von Stariza sollte diesen dem Zarenreich verpflichten. Da Magnus ein doppeltes Spiel mit dem König von Polen führte und Reval nicht erobern konnte, schickte der Zar sein Heer nach Estland, um das Königreich wieder zu vernichten. Magnus entkam nach Riga zu den Polen.
Die krimtatarische Kavallerie verwüsteten derweil wieder die südlichen Grenzgebiete Russlands. Am 24. Mai 1571 konnten die Krimtataren unter Khan Devlet Giray die Befestigungen an der Oka durchbrechen und Moskau in Brand setzen. Im folgenden Jahr erlitten sie jedoch bei einem erneuten Eroberungsversuch eine schwere Niederlage gegen die Russen unter Michail Worotynski in der Schlacht von Molodi und mussten ihre häufigen Plünderungszüge für eine längere Zeit einstellen.

### Politische Zwischenzeit
Im Herbst 1575 trat der amtsmüde Iwan IV. überraschend zurück und übertrug die Regierung an Sajin Bulat, den in Moskau ansässigen Vasallen aus dem Kassim-Khanat, einer Tatarenenklave an der Oka. Im Juli 1573 war Bulat konvertiert. Unter dem Namen Simeon Bekbulatowitsch war er zum ranghöchsten Günstling des Zaren aufgestiegen und kommandierte 1574 die russische Armee, welche beim Feldzug in Livland die Stadt Pernau angriff. Der abgedankte Zar zog sich unter dem neuen Namen Fürst Iwan von Moskau über ein Jahr aus dem Kreml zurück, übernahm aber Ende 1576 wieder die Macht.
Im folgenden Jahr 1577 startete Iwan einen neuen Feldzug zur Eroberung von Livland. Im Herbst 1578 belagerte die russische Hauptmacht unter Fürst Iwan Bulgakow-Golizyn die Stadt Wenden und musste sich am 21. Oktober, von einem vereinigten Heer der Deutschen, Polen, Litauer und Schweden geschlagen, zurückziehen. Die Gegner Russlands gingen zum Gegenangriff über. Im Frühjahr 1579 fiel Polozk, im September 1580 Welikije Luki, im September 1581 Narva. Der polnisch-litauische König Stephan Báthory begann 1581 die Belagerung von Pskow, die sich ein halbes Jahr hinzog und letztlich ohne Erfolg blieb. Der Vertrag von Jam Zapolski und der Vertrag von Pljussa beendeten den Krieg Russlands mit Polen-Litauen und Schweden. Sämtliche russische Eroberungen in Livland und im Großfürstentum Litauen gingen verloren, hinzu kam der Verlust russischer Festungen an der Ostseeküste in Ingermanland und der Verlust des Zugangs zur Ostsee. Der 1558 ausgelöste lange Krieg mit Polen-Litauen und Schweden ruinierte die Wirtschaft Russlands.

### Beginn der Eroberung Sibiriens

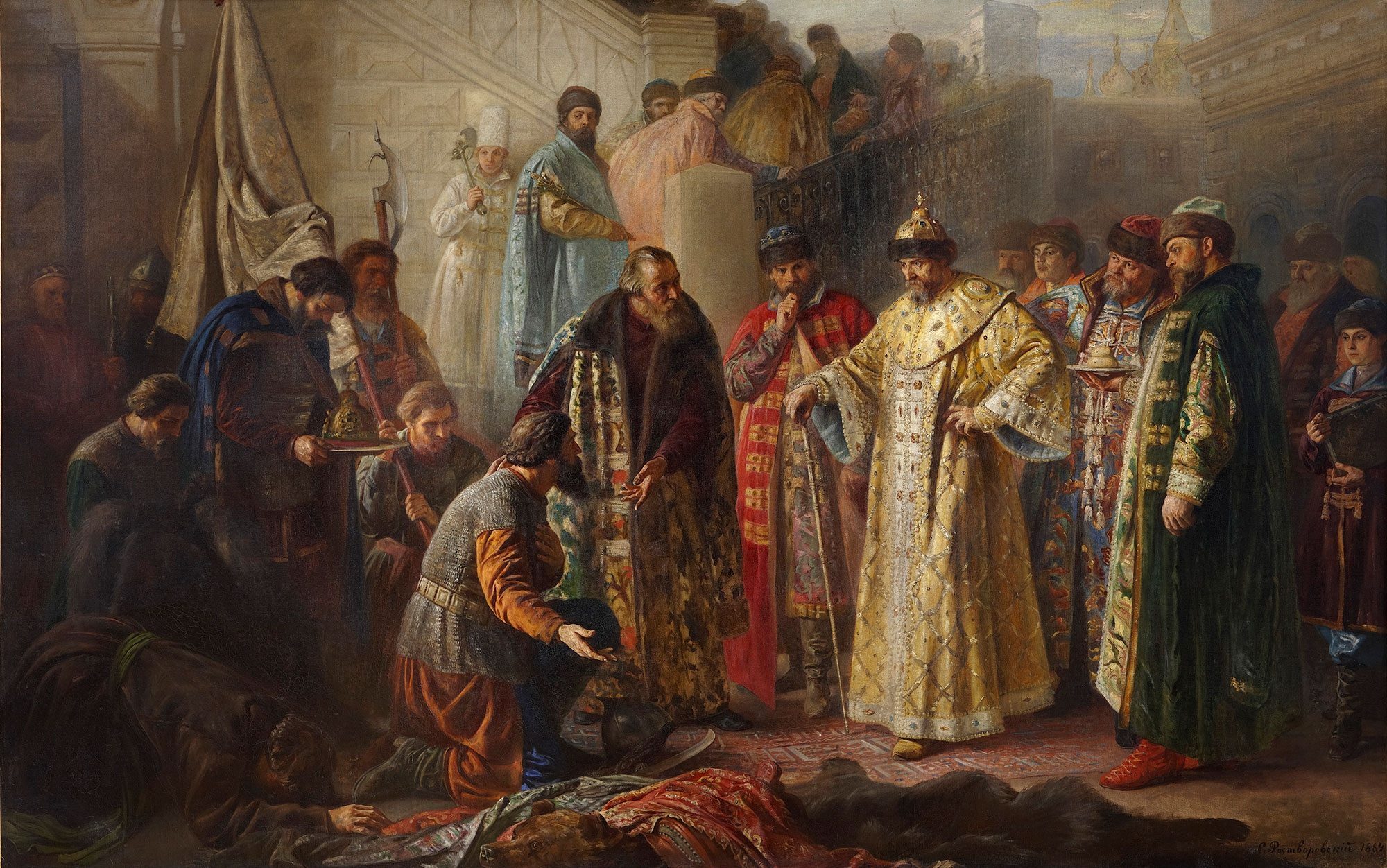
Die Gesandten von Jermak Timofejewitsch bringen Iwan die Kunde von der Eroberung Sibiriens. Gemälde von Stanislaw Rostworowski, 1884

Iwan war der erste Zar, der nach Osten blickte, nach Sibirien, dem „schlafenden Land“ jenseits des Urals. Kostbare Schätze (Gold, Kristalle, prächtige Zobelfelle) wurden ihm von einem Mitglied der Familie Stroganow gezeigt. Auf Iwans Befehl hin und mit seiner Urkunde versehen, wurde die erste Sibirienexpedition unter Leitung der Familie Stroganow begonnen. Auf Befehl Zar Iwans erkundete der Kosaken-Ataman Iwan Petrow 1567 die Länder jenseits des Baikalsees, die Mongolei und die chinesische Hauptstadt Peking. Der Kosakenführer Jermak Timofejewitsch erreichte 1582 entlang der Flüsse das tatarische Khanat Sibir. Die entscheidende Schlacht der Kosaken gegen die sibirischen Tataren fand 1582 nahe dem späteren Tobolsk statt, das bald darauf als Festung (Tobolsker Kreml) gegründet wurde. Von den besiegten Tataren gelangten unzählige Zobelpelze in Iwans Besitz – ein unvorstellbares Vermögen. Iwan IV. nannte sich von nun an auch „Zar von Sibirien“.

## Beiname „Der Schreckliche“
Der Beiname „der Schreckliche“ (engl. The Terrible, franz. le Terrible) ist nicht die genaue Übersetzung der russischen Bezeichnung. Iwans Beiname lautet im Russischen grosny. Dieses Wort stammt von grosa (Gewitter) ab und bedeutet sinngemäß der „Bedrohliche“, „der Furchteinflößende“. Doch schon zu Lebzeiten Iwans verbreitete sich an westeuropäischen Höfen sein Ruf, der zur Übersetzung „der Schreckliche“ führte. Seit einer aufgedeckten Bojarenverschwörung gegen seine Mutter und Regentin Helena Glinskaja, die offenbar vergiftet wurde, war Iwan mit einem krankhaften Misstrauen gegen fast jedermann erfüllt. Schon als Kind zeigte sich bei Iwan der Hang zum Choleriker und Sadismus gegenüber Tieren, gefördert durch die grausame und unmenschliche Behandlung seitens der Bojaren nach dem Tod seiner Mutter. Nachdem seine Truppen am 15. Februar 1563 Polozk erobert hatten, ließ er die Juden in der Stadt in der Düna ertränken, die Mönche des Zisterzienserklosters ermorden und Zehntausende nach Russland verschleppen. Die von ihm befohlenen Massenmorde und Deportationen lösten in Europa Entsetzen aus.
Berichtet werden diverse Beispiele seiner Grausamkeit, speziell in der zweiten Hälfte seiner Herrschaft. So ließ er am 25. Juli 1570 auf dem Hauptplatz in Moskau (dem Vorgänger des heutigen Roten Platzes) eine Massenhinrichtung vornehmen. Große Teile der Bevölkerung hatten aus Angst das Weite gesucht, so dass die Straßen wie ausgestorben wirkten. Seinen getreuen Kanzler Iwan Michailowitsch Wiskowatyj (russ. Ива́н Михай́лович Вискова́тый) ließ er bei lebendigem Leibe von den Opritschniki unter ihrem Anführer Maljuta Skuratow (russ. Малю́та Скура́тов) zerstückeln. Die Anklage lautete auf dreifachen Hochverrat, im Zuge dessen der Angeklagte den polnischen König Sigismund II., den türkischen Sultan Selim II. und einen weiteren Herrscher, Devlet I. Giray, den Khan der Krim, um Hilfe gebeten und ersterem den Besitz von Nowgorod und den anderen Zutritt in das Land gewährt haben soll, was der ehemalige Kanzler als Verleumdung zurückwies. Sein Freund, Iwans Schatzmeister Nikita Funikow (Ники́та Фу́ников), wurde solange mit kochendem und eiskaltem Wasser begossen, bis sich das Fleisch von den Knochen löste. Nach vier Stunden waren 200 Menschen auf ähnlich grausame Art und Weise vor den Augen der verbliebenen Moskauer, die den Zaren aus Angst hochleben ließen,
getötet.
Im Juli 1564 stieß er dem jungen Fürsten Dmitri Obolenski selbst ein Messer ins Herz, als dieser einige tadelnde Worte sprach. Peter Petrejus, ein deutsch-schwedischer Reisender und Russlandhistoriker des 17. Jahrhunderts, überlieferte: „Einmal ließ er einen Fürsten in ein Bärenfell einnähen und auf das Eis bringen. Als seine großen Hunde den vermeintlichen Bären in Stücke rissen, belustigte der Zar sich so sehr, dass er vor Freude nicht wusste, auf welchem Bein er stehen sollte.“ Einen Bojaren, der sich vor ihm in ein Kloster geflüchtet hatte, ließ er fesseln, auf ein Pulverfass setzen und in die Luft sprengen: „So kommt er dem Himmel und den Engeln näher!“, sagte Iwan.
Iwan soll Gefallen daran gefunden haben, sich besondere Foltermethoden auszudenken und dem Todeskampf seiner Opfer zuzusehen. Auch seine Bediensteten brachte er nach Lust und Laune um. Pervertierter Großmut zeigte sich darin, dass er Wünsche seiner Untertanen in einem Korb sammeln ließ, um sie dann nicht zu erfüllen; ein zeitgenössisches Sprichwort lautet daher „Leg deinen Wunsch in Iwans Korb“. 1570 ließ er Nowgorod von den Opritschniki einschließen und alle Bürger von Ruf niedermetzeln. Frauen und Kinder wurden gefesselt in den Wolchow geworfen, jene, die nicht ertranken, wurden von Iwans Schergen mit Äxten erschlagen oder unter die Eisdecke gedrückt. Seit diesem Ereignis begannen seine Untertanen, ihn „Grosny“ (den „Strengen“) zu nennen, möglicherweise ein Euphemismus. Nach anderen Quellen sei der Name bereits während seiner einzigen militärischen Erfolge, der Eroberung der Khanate Kasan und Astrachan, aufgekommen, in der Form des „Furchteinflößenden“ gegenüber seinen Feinden – nicht als „Schrecklicher“ gegen sein eigenes Volk.
Von seinen Grausamkeiten berichtet auch Andrei Kurbski, der Iwan den Schrecklichen aus dem Exil bekämpfte und ihm anklagende Briefe schickte, die Iwan regelmäßig ausführlich beantwortete, indem er sich als von Gott eingesetzter Herrscher jede Kritik verbat und absolute Unterwerfung forderte. Sie gelten als bedeutende Quelle für die Herrschaft Iwans des Schrecklichen, auch wenn einige Historiker ihre Authentizität bezweifelt haben. Beide zitieren häufig die Bibel (und antike Autoren), und Iwan beklagt sich in einem der Briefe über seine traumatische Kindheit. Es gibt auch einen eigenhändigen Brief Iwans an die Königin Elisabeth I. von England von Oktober 1570, der in ähnlich grobem und beleidigendem Ton ist, in dem er sich über „bäurische“ nur auf Profit bedachte englische Kaufleute beschwert (wie schon in einem Brief ein Jahr zuvor), die sie als Berater hätte, und Verärgerung darüber ausdrückt, dass Elisabeth ihm Asyl in England nur auf eigene Kosten gestatten wollte. Vermutlich schlug er ihr um diese Zeit auch eine (von Elisabeth zurückgewiesene) Heirat vor, obwohl er damals selbst noch verheiratet war.

## Familie

### Ehen
Iwan IV. war sieben Mal verheiratet:
- Direkt nach seiner Krönung heiratete er die etwa acht Jahre ältere Anastassija Romanowna Sacharjina (* um 1523). Mit ihr hatte er sechs Kinder:
  - Anna (1547–1550),
  - Maria (1551–1552),
  - Dmitri (1552–1553),
  - Iwan (* 28. März 1554, † 19. November 1581),
  - Eudokia (1556–1558) und
  - Fjodor I. (1557–1598).

Anastassija starb 1560. Im Jahr 2001 untersuchten russische Wissenschaftler um Aleksandr L. Aleksandrovskij von der Russischen Akademie der Wissenschaften in Moskau Haare und Leichentuch der Zarin und stellten hohe Quecksilberwerte fest.

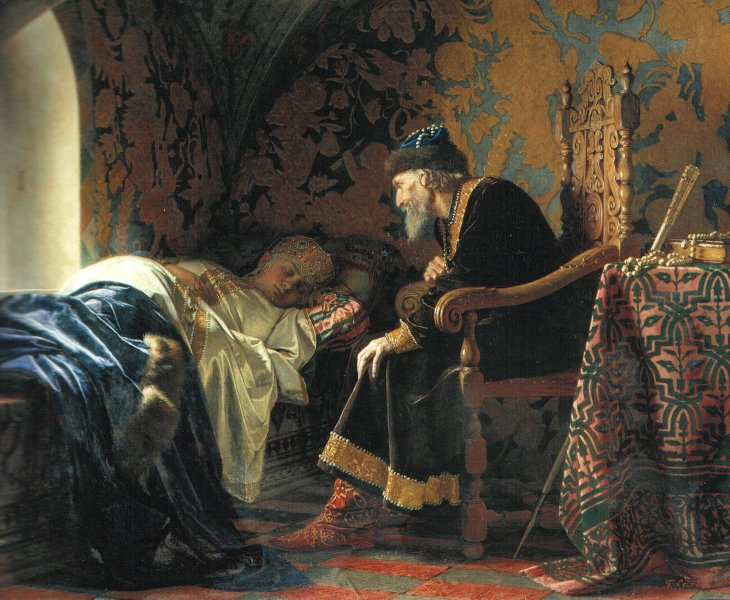
Grigori Semjonowitsch Sedow: Iwan der Schreckliche bewundert Wassilissa Melentjewa. Gemälde aus dem Jahr 1875

- Am 21. August 1561 ehelichte Iwan seine zweite Frau Maria Temrjukowna von Tscherkessien (russ. Мари́я Темрюко́вна), die Tochter des Fürsten Temrink (Temrjuk) Tscherkasski. Mit ihr hatte er den Sohn Wassili (russ. Васи́лий, * 21. März 1563), der am 3. Mai 1563 ertrank, da sein Kindermädchen ihn versehentlich fallen ließ. Maria Temrjukowna starb am 1. September 1569.
- Am 28. Oktober 1571 heiratete er Marta Wassiljewna Sobakina (russ. Ма́рфа Василье́вна Собаки́на). Sie starb am 13. November 1571, zwei Wochen nach der Eheschließung, möglicherweise an Gift.
- Am 28. April 1572 heiratete er Anna Iwanowna Koltowskaja (russ. А́нна Ивано́вна Колто́вская). 1573 ließ er sich von ihr scheiden und sie in ein Kloster bringen. Sie starb am 5. April 1626.
- 1575 wurde Anna Grigorjewna Wassiltschikowa (russ. А́нна Григорье́вна Васильчико́ва) Iwans fünfte Frau. Er verstieß sie nach nicht einmal einem Jahr mit Verbannung in ein Kloster. Sie starb am 7. Januar 1579.
- 1579 heiratete er seine sechste Frau Wassilissa Melentjewa (russ. Васили́са Меле́нтьева). Da sie sich einen Liebhaber zulegte, wurde sie ebenfalls in ein Kloster verbannt und der Geliebte gepfählt. Möglicherweise war Wassilissa Melentjewa jedoch nur eine Konkubine Iwans, die angebliche Ehe könnte auf einem Gerücht aus dem 19. Jahrhundert beruhen.
- In siebter und letzter Ehe vermählte er sich im September 1580 mit Maria Fjodorowna Nagaja (russ. Мари́я Фёдоровна Нага́я), Tochter des Fjodor Nagai. Sie wurde die Mutter seines letzten Kindes, des Prinzen Dmitri (russ. Дми́трий, * 19. Oktober 1583, vermutlich ermordet am 15. Mai 1591). Als dieser gaben sich später die sogenannten Pseudodimitris (Pseudodimitri I., Pseudodimitri II.) aus. Mutter und Sohn wurden nach Iwans Tod von Boris Godunow nach Uglitsch verbannt. Maria Nagaja starb am 20. Juli 1612.

### Angebliche Tötung des Thronfolgers

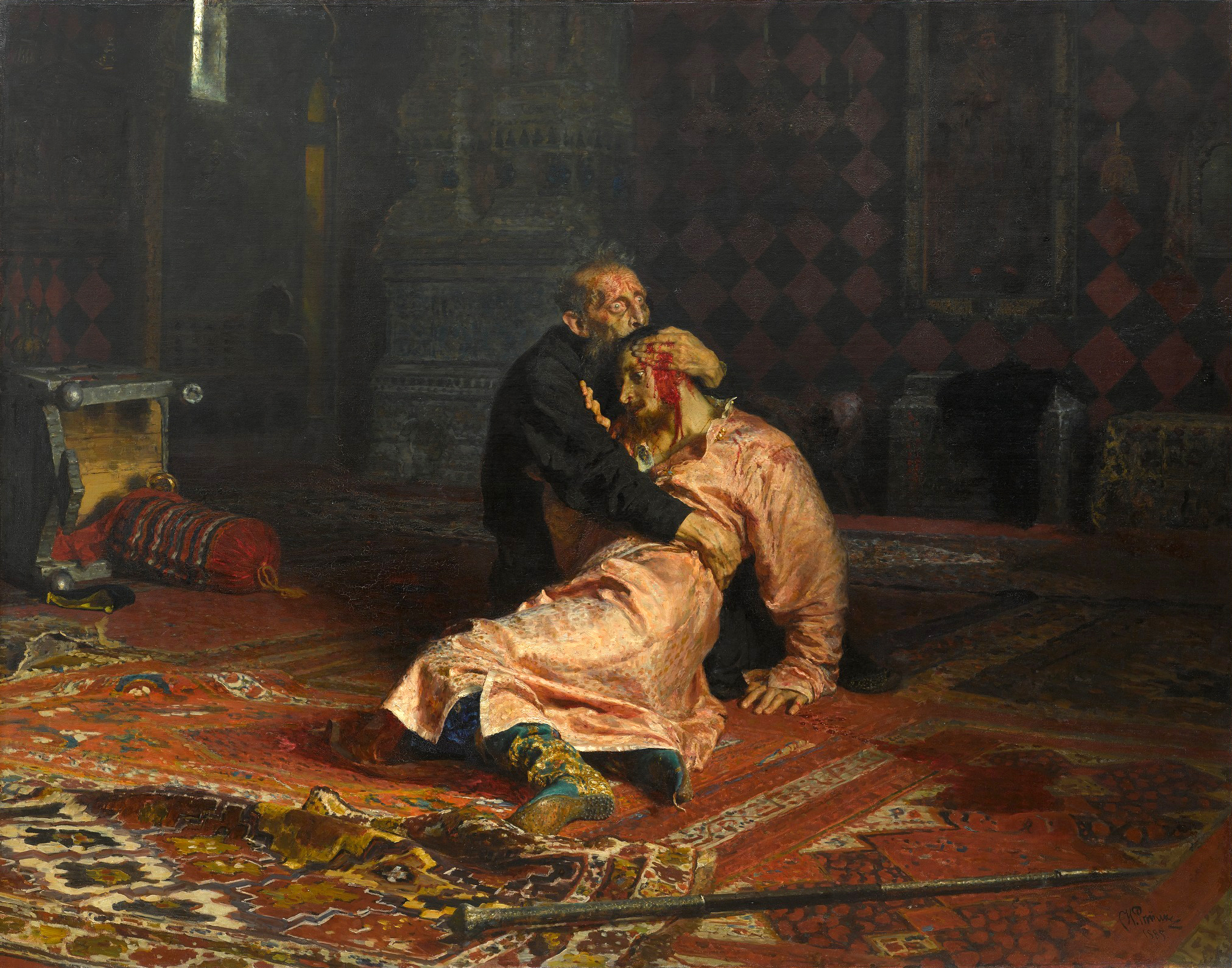
Ilja Repin: Iwan der Schreckliche und sein Sohn. Gemälde aus dem Jahr 1885

Nach Darstellung des päpstlichen Legaten Antonio Possevino erschlug Iwan IV. seinen Sohn und Thronfolger Iwan im Streit mit dem Eisenknauf seines Herrscherstabs. Der Grund war angeblich, dass der Zarewitsch seinen Vater zur Rede stellte, nachdem Iwan IV. am vorherigen Tag seine schwangere Schwiegertochter beim Aufsuchen ihrer Gemächer zu leicht bekleidet vorgefunden hatte, sie mit seinem Stock geschlagen habe, und sie darauf das Kind, einen Knaben, verlor.
Zeitgenössische Quellen sprachen auch von einem handgreiflichen Streit zwischen Vater und Sohn über die vielen Rückschläge im Livländischen Krieg und die vom Sohn geforderte Hilfe für die von den Polen belagerte Stadt Pskow, bei dem auch Boris Godunow verletzt wurde, als er zwischentreten wollte, und in beiden Versionen wird ein mehrtägiges Siechtum und Sterben beschrieben. Andere Quellen beschreiben eine kurze, aber unbenannte Krankheit.
Die Grabkammer der Familie wurde 1963 geöffnet und die sterblichen Überreste verschiedenen Untersuchungen unterzogen. So wurden z. B. bei ihm und seiner Mutter extrem hohe Werte von Quecksilber, Arsen und Blei gemessen, und bei seinem Vater Quecksilber und Arsen, die vermutlich in den Mitteln waren, mit denen er versuchte, die Arthritis, die bei ihm gefunden wurde, zu behandeln. Die Chefarchäologin des Kremls, T. D. Panova schrieb 2003 in ihrem Buch über die Grabkammern: „… was einen so hohen Gehalt an Quecksilber, Arsen und Blei verursacht hat, kann man nur vermuten“. Der Arsengehalt wäre auch durch eine mögliche Mithridatisation erklärbar, da die regelmäßige Einnahme von Arsenik zur Immunisierung vor Giftanschlägen damals nicht unüblich war. Ob Iwan dies praktizierte, ist aber nicht bekannt.
Michail Gerassimow, der eine forensische Gesichtsrekonstruktion von Iwan IV. erstellte, schrieb, dass wegen der Feuchtigkeit in der Grabkammer vom Schädel des Sohnes „nur Staub übriggeblieben sei“, und daher konnte man auch hier die Todesursache nicht klären.

## Tod
Iwan litt zeitlebens unter Stimmungsschwankungen und Depressionen. Nach dem Tod seines Sohnes und Thronfolgers verlegte er den Hof von Alexandrowskaja Sloboda zurück nach Moskau. In seinen letzten Lebensjahren soll Iwan Trost bei „Hexen“ und „Zauberern“ gesucht haben und heulend durch den Palast gelaufen sein. Ende Februar 1584 verschlechterte sich sein Gesundheitszustand rapide und er befahl den Mönchen des Kirillo-Beloserski-Klosters um Erlösung von seinen Gebrechen zu beten.
Iwan IV. starb, an Wassersucht und Arthritis leidend, am 18. März 1584 im Kreml. Einer Theorie zufolge fiel er möglicherweise auch einem Mordkomplott zum Opfer. Demzufolge sollen sich Boris Godunow, Bogdan Belski und der in Belskis Diensten stehende englische Arzt Johann Eiloff gegen den Zaren verschworen haben. Den Grund sehen russische Historiker darin, dass Godunow vehement gegen die von seinem damaligen englischen Leibarzt Robert Jacob vorgeschlagene Heiratsabsicht Iwans gewesen sein soll, eine Verwandte von Elisabeth I., Mary Hastings, zu ehelichen. Diese Verbindung, so die Sorge der Verschwörer, hätte den Einfluss der englischen Krone auf das russische Reich bedeutend verstärkt und die Rechte des schwachsinnigen Fjodor I., der mit einer Schwester Godunows verheiratet war, beschneiden können. Belski, dem der Zar die Aufsicht über die Ärzte bei Hofe überantwortet hatte, soll sich vor Iwans Jähzorn gefürchtet haben. Da Iwans Tod bereits gewahrsagt worden war und die Mediziner dieser Prognose zuzustimmen schienen, hatte Belski Angst, Iwan diese Nachricht zu vermitteln. Iwan jedoch erfuhr von der Prophezeiung und soll sich an den Wahrsagern gerächt haben, indem er sie auf dem Scheiterhaufen verbrennen ließ.

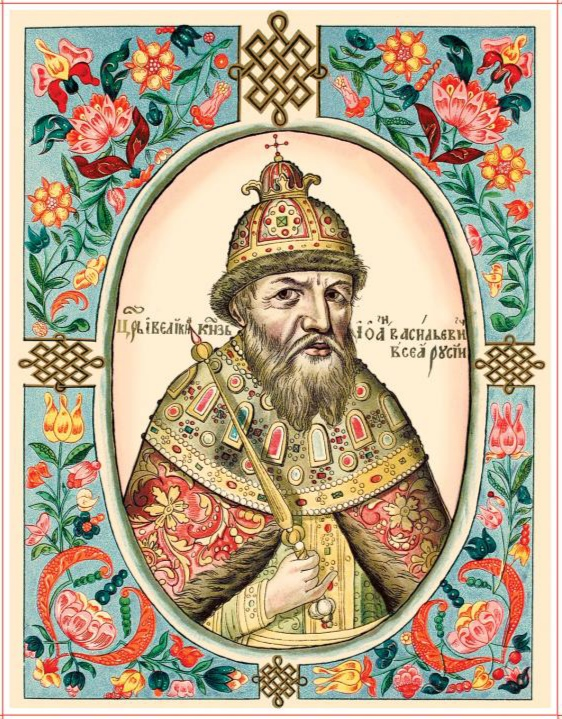
Darstellung Iwans IV. im Titularbuch der Zaren, 1672

Einige Historiker bezweifeln jedoch, ob es tatsächlich zu den Hinrichtungen kam, oder ob Iwan nur mit ihnen drohte. Andere hingegen erklären Iwans Drohung damit, dass er sich an seinem gewahrsagten Todesdatum wieder kräftiger fühlte und so die „lügenhaften“ Sterndeuter überführt zu haben glaubte. Die Statuierung eines Exempels erschien ihm angebracht. Nach in Moskau aufgefundenen Dokumenten soll sich Iwan mit dem Schwiegersohn des Hofdiakons, Rodion Barkin, zum Schachspiel niedergelassen haben (Grey nennt Belski als Schachpartner); Godunow und Belski waren in einem Nebenzimmer anwesend. Als dem Zaren übel wurde und er hinfiel, sollen Godunow und Belski das Durcheinander ausgenutzt haben, um Iwan zu erwürgen. Ein vorher durch Eiloff auf Belskis Geheiß Iwan beigebrachtes Gift habe, so die Moskauer Historiker, den Schwächeanfall ausgelöst. Eine 1963 in der Erzengel-Michael-Kathedrale des Moskauer Kremls durchgeführte Analyse der sterblichen Überreste Iwans wies übereinstimmend mit dieser Theorie erhöhte Quecksilbermengen auf. Es könnte daher sein, dass Iwan über längere Zeit hinweg schleichend vergiftet wurde, bis man ihm noch eine einmalige hohe Dosis beibrachte.
Iwan ließ sich in der Erzengel-Michael-Kathedrale, der Begräbniskirche der Moskauer Fürsten, als Mönch Jona neben zweien seiner Söhne (Wassili und Iwan) beisetzen, hinter einer Wand verborgen.

## Rezeption
Die Figur Iwans des Schrecklichen sowie seine Regentschaft und damit die ganze Epoche bot reichen Stoff für Künstler.

### Bildende Kunst
Der Bildhauer Mark Matwejewitsch Antokolski schuf um 1870 eine Bronzestatue des Zaren, die im Museum Alexanders III. ausgestellt wurde. Eine erste Kopie des Standbildes in Marmor wurde 1871 in der Eremitage in St. Petersburg aufgestellt. Eine zweite Kopie gelangte in das Kensington-Museum in London. Ilja Repin stellte 1885 in einem Gemälde dar, wie Iwan seinen Sohn erschlug. Wiktor Wasnezow malte 1897 ein Porträt des Herrschers.
Am 14. Oktober 2016 wurde in der von ihm gegründeten russischen Stadt Orjol erstmals, und dies gegen Widerstand, ein Denkmal für Iwan IV. enthüllt. Das Projekt wurde vom russischen Kulturminister unterstützt.

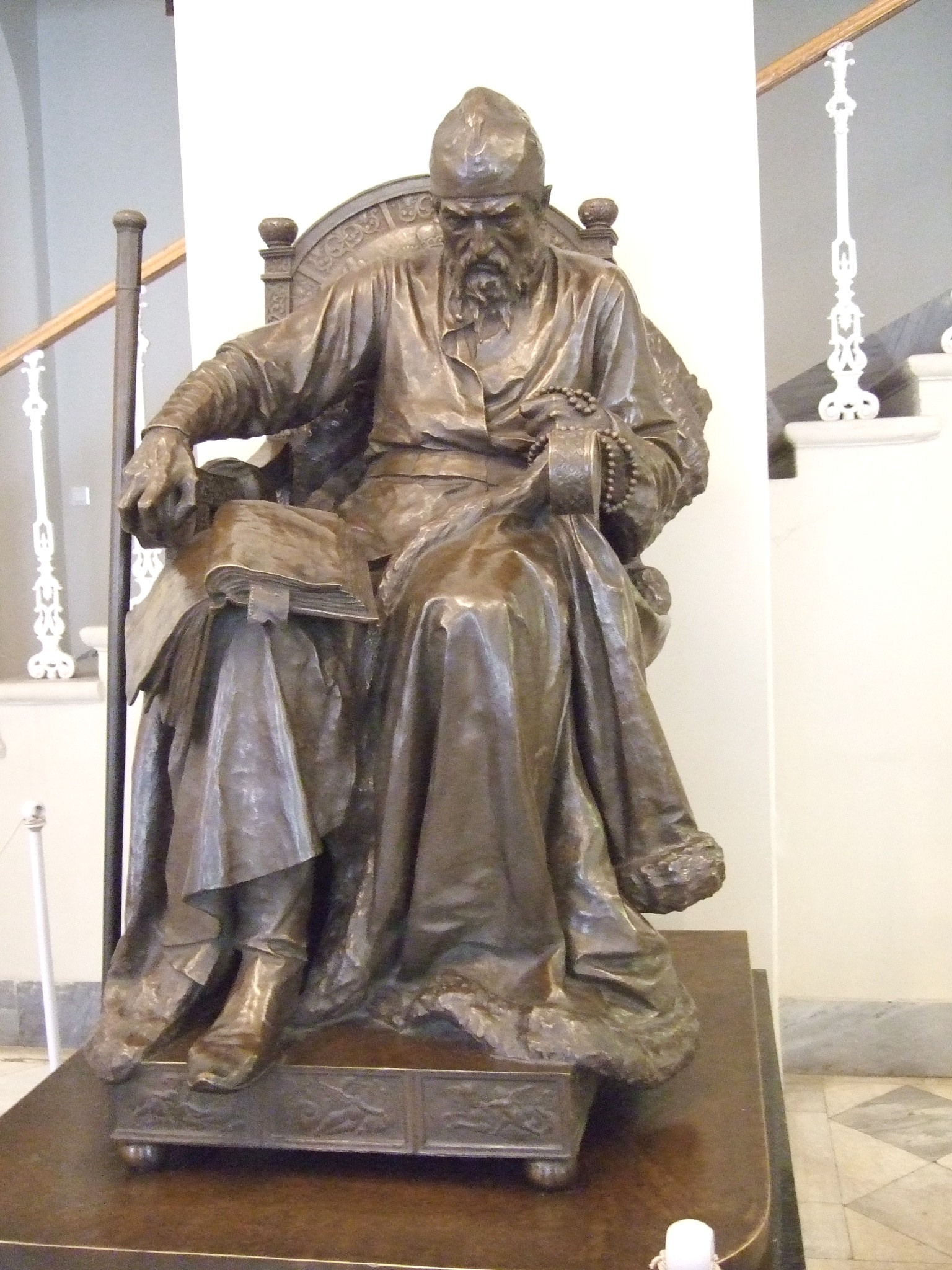
Mark Matwejewitsch Antokolski: Bronzestatue Iwans des Schrecklichen, um das Jahr 1870
Alexander Dmitrijewitsch Litowtschenko: Iwan der Schreckliche zeigt dem Botschafter von Königin Elisabeth I. seine Schätze. Gemälde aus dem Jahr 1875
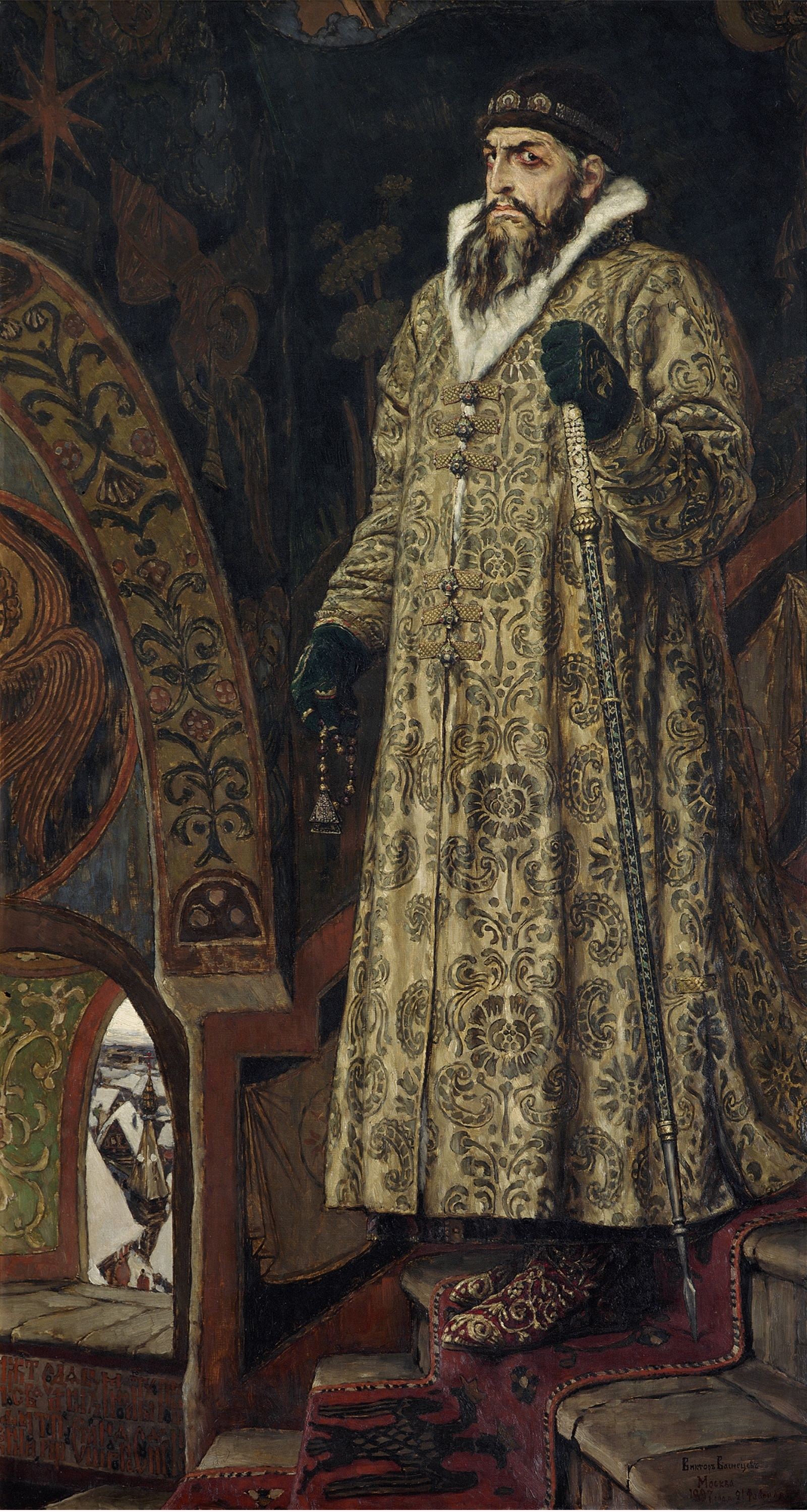
Wiktor Wasnezow: Zar Iwan der Schreckliche. Gemälde aus dem Jahr 1897